# 九洲街道
九洲街道是中華人民共和國江西省南昌市西湖區下轄的一個鄉鎮級行政單位。

## 行政区划
象湖西社区、河畔社区、国贸阳光社区、君领社区、幸福之苑社区、天华社区、春熙社区、铂宫社区、橡府社区、星海社区、河滩社区、十里村、三角村、雷池村、十里庙村、观鱼村
1. ↑  . www.stats.gov.cn.   [2023-03-17]. （原始内容存档于2023-03-21）.